# Râul Pietricica
Râul Pietricica este un curs de apă, afluent al râului Ialomicioara. 